# Елиот Гулд
Елиот Голдстајн (енгл. Elliott Goldstein; Њујорк, Њујорк, рођен 29. августа 1938), професионално познат као Елиот Гулд (енгл. Elliott Gould), амерички је филмски, ТВ и позоришни глумац. Стекао је признање за улогу капетана Џона „Трапера“ Макинтајера у филму M.A.S.H. (1970), Џека Гелера у телевизијском ситкому Пријатељи (1994–2004), као Рубен Тишков у филмском серијалу Играј своју игру (2001–2007, 2018) и као Езра Голдман у телевизијској серији Реј Донован (2013–2016).

## Каријера
Након што је започео своју филмску каријеру у 1960-има, Гулд је наредне четири деценије био међу најпрепознатљивијим карактерним глумцима у америчкој кинематографији. Његово име долази до изражаја улогом у филму Боб & Керол и Тед & Алис (1969) редитеља Пола Мазурског, за који је номинован за награду Академије за најбољег споредног глумца.
Почетком 1970-их Елиот Гулд заблистао је главном улогом у серији класичних дела славног режисера Роберта Алтмана - сатири M.A.S.H. (1970), класичном крими филму Приватни детектив (1973) по роману Рејмонда Чандлера и декадентном филму Калифорнијски покер (1974), од којих је за први добио награду Златни глобус за најбољег глумца у мјузиклу или комедији. Глумио је и у ратном спектаклу Ричарда Атенбороуа Недостижни мост (1977) улогу Пуковника Роберта Стаута базираном на стварној операцији Маркет Гарден.
У каснијој фази каријере, Гулд је играо улогу у филму Берија Левинсона номинованом за Оскара Багзи (1991) и Америчка историја икс (1998) Тонија Кеја. После 2000. године, постао је популаран улогом живописног бившег шефа коцкарнице Рубена Тишкова у на бокс офису успешном серијалу филмова Играј своју игру Стивена Содерберга.
Елиот Гулд такође је глумио у позоришним продукцијама на Бродвеју, углавном током 1960-их, где је упознао своју прву супругу, познату певачицу и глумицу Барбру Страјсенд.